# Vnitroblok

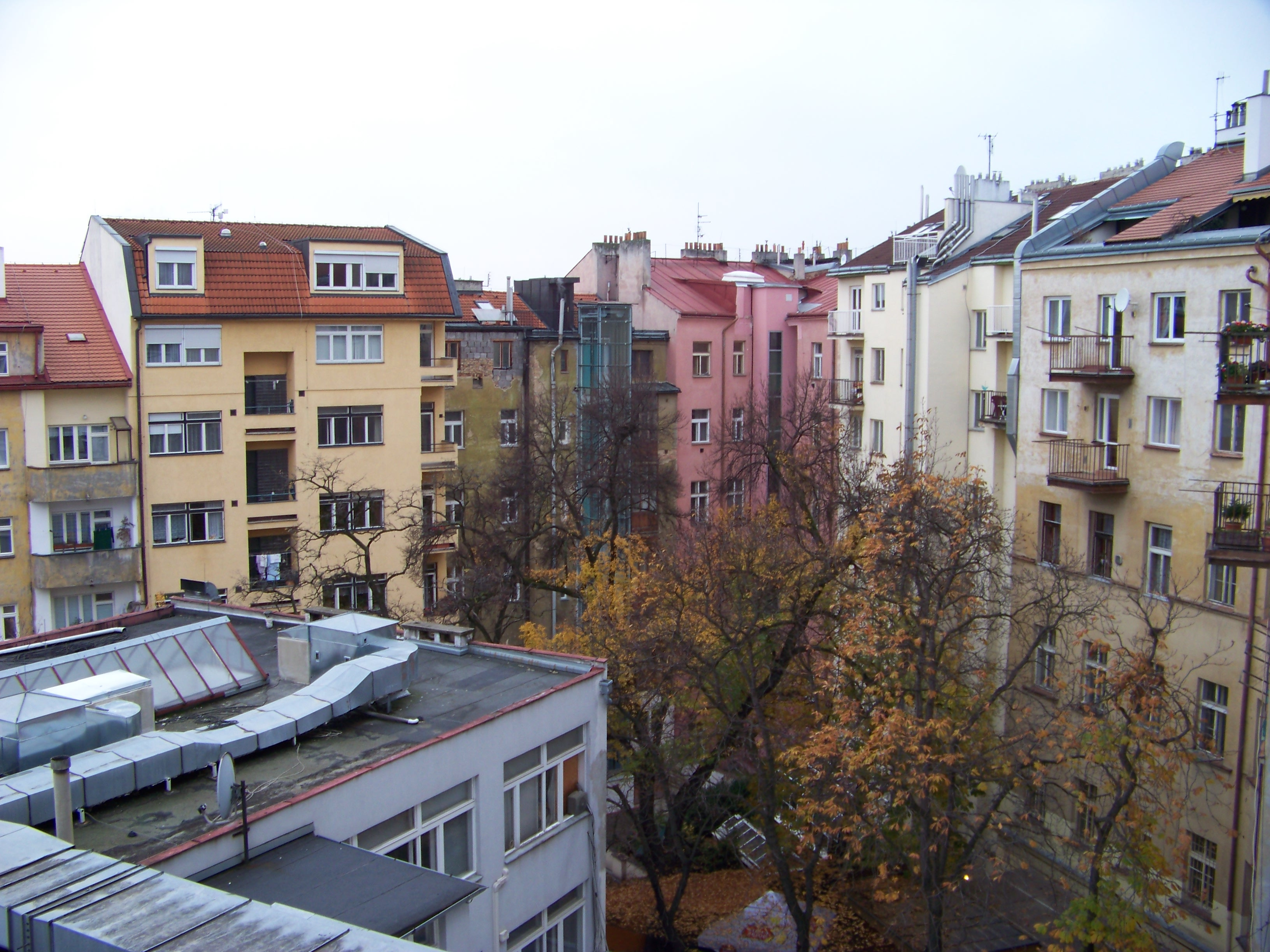
Vnitroblok v pražských Vinohradech, poblíž náměstí Míru

Vnitroblok je prostranství uzavřené mezi blokem obytných domů, nejčastěji ve městech. Bývá využíván především obyvateli tohoto bloku, často se zde nachází zeleň. Může se nacházet mezi starou výstavbou v centrech měst, ale i například mezi panelovými domy (v tomto případě nebývá úplně uzavřený).